# Erasmusbrücke

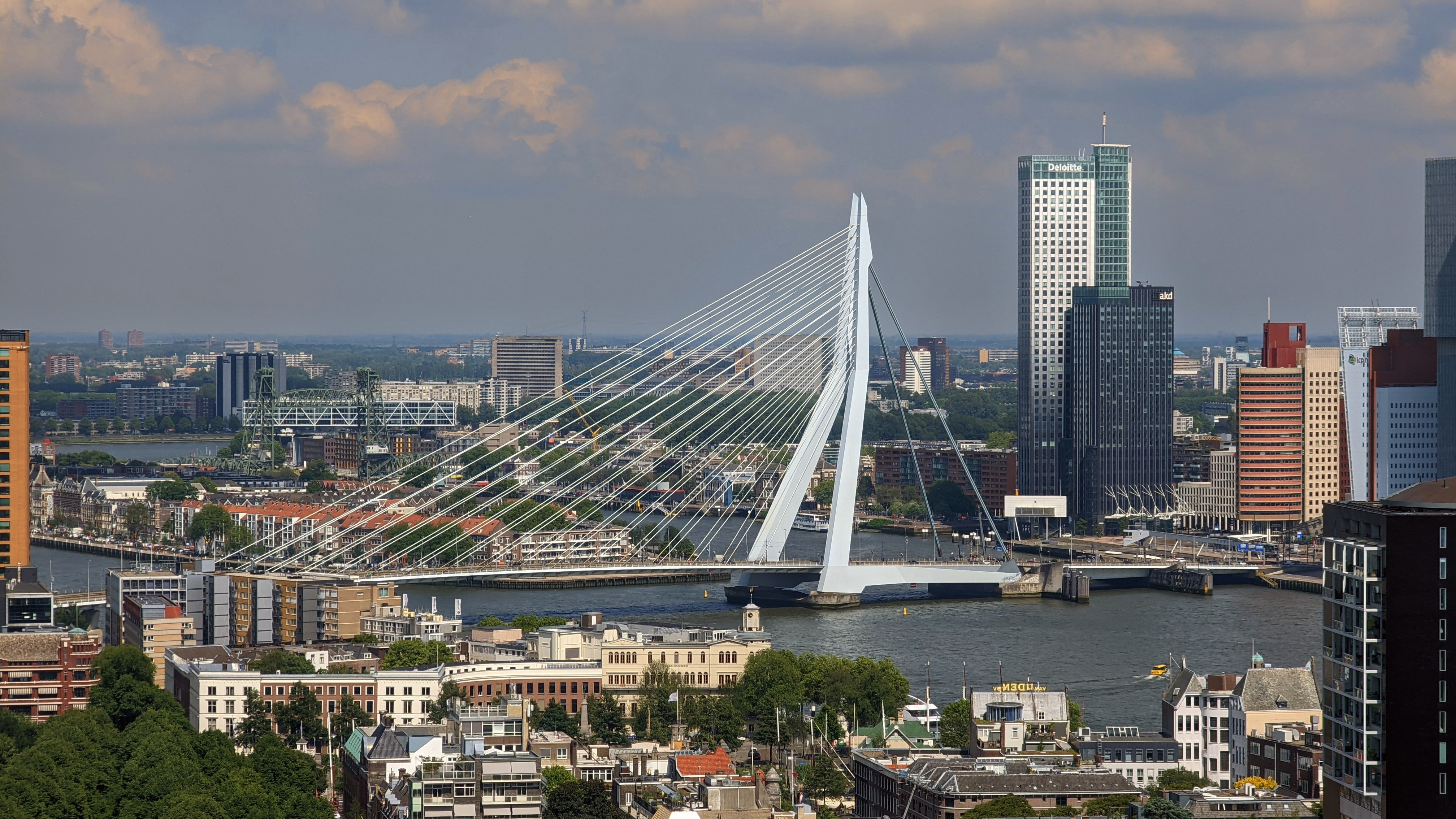
Die Schrägseilbrücke vom Euromast aus gesehen – rechts davon die Klappbrücke

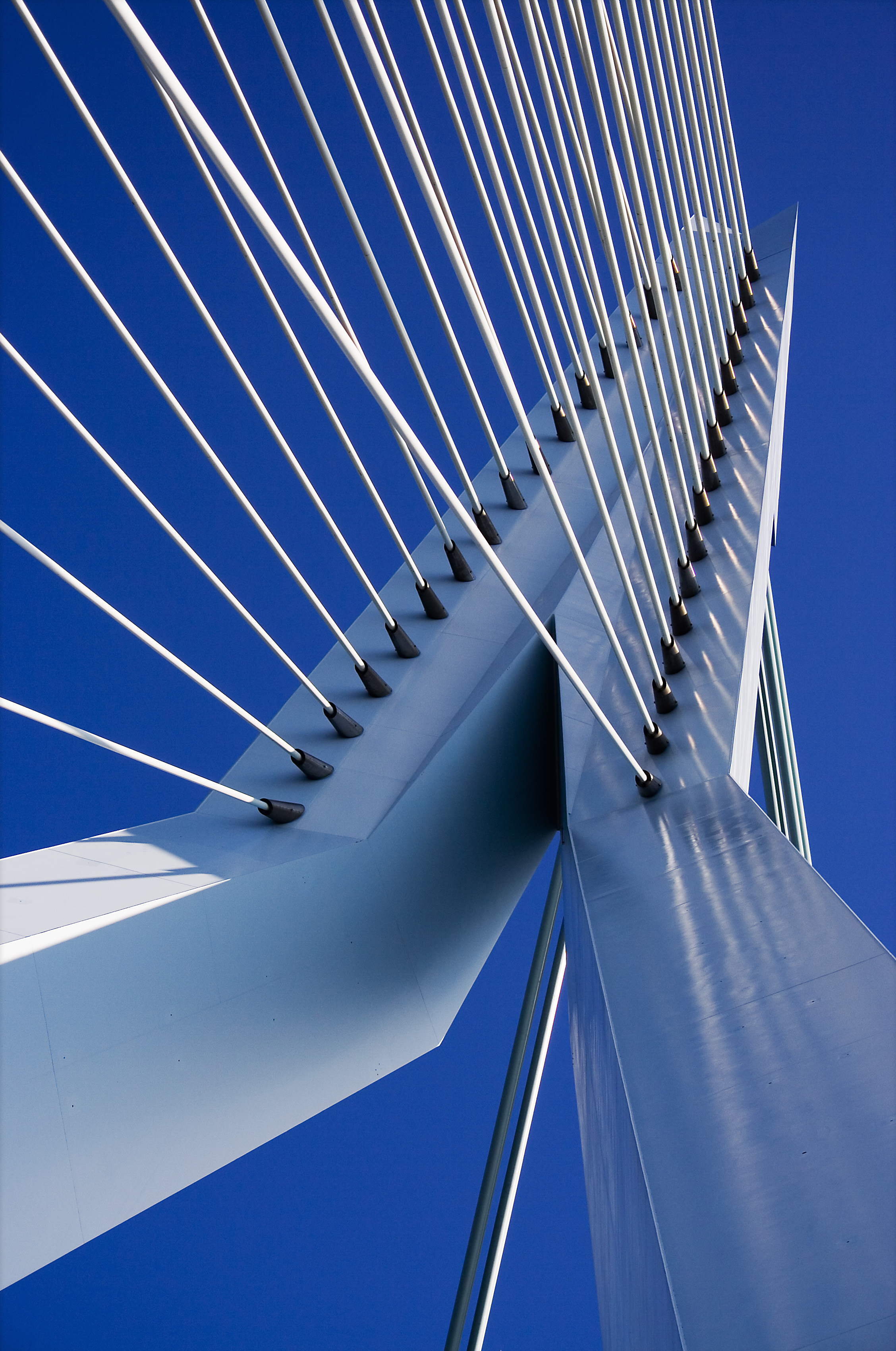
Oberer Teil des Pylons

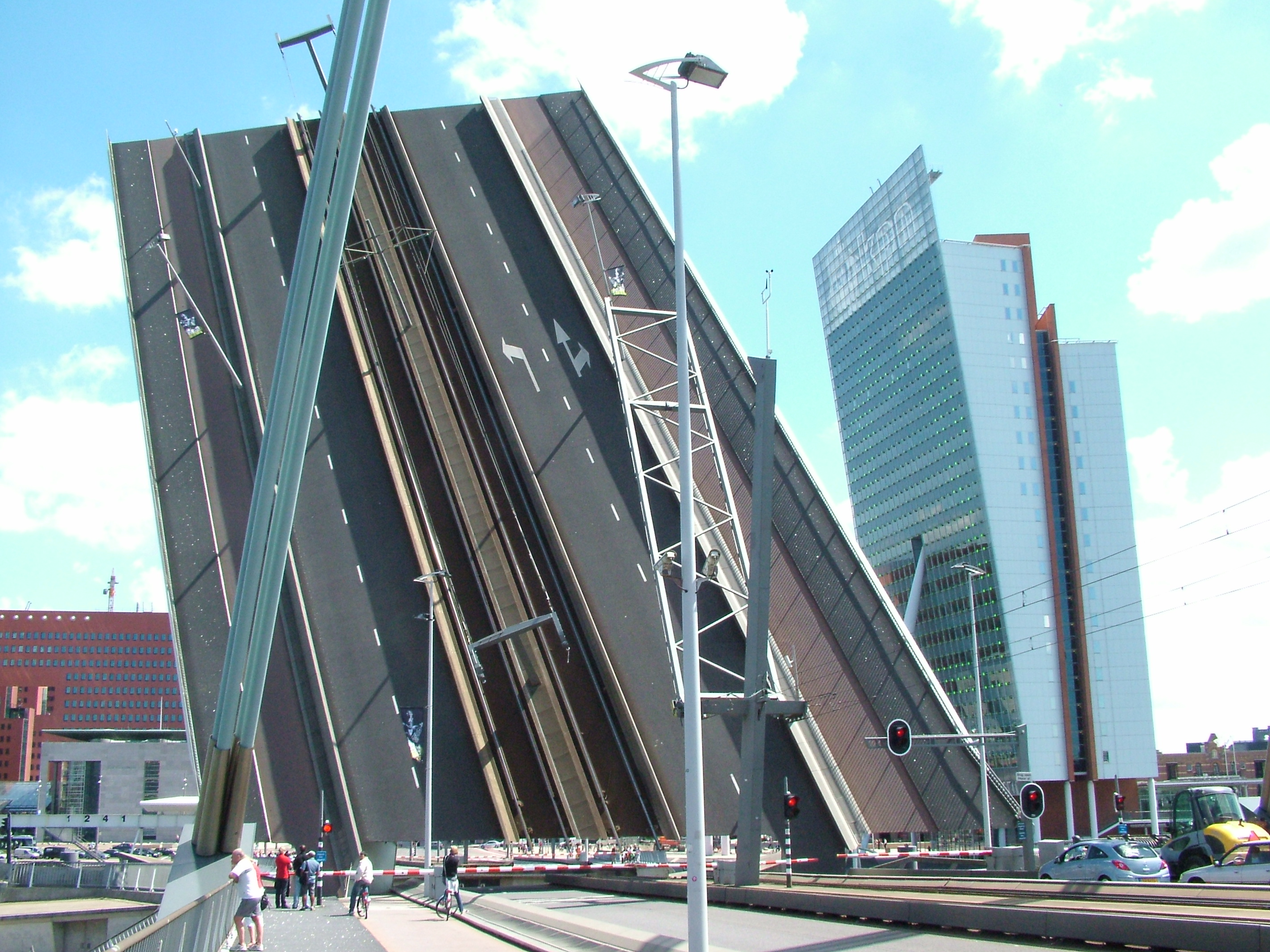
Die Klappbrücke im geöffneten Zustand – rechts der KPN Tower

Die Erasmusbrücke (niederländisch Erasmusbrug) ist eine Schrägseilbrücke in Rotterdam über die Nieuwe Maas, einen Hauptstrom im Rhein-Maas-Delta. Die nach dem Philosophen Erasmus von Rotterdam benannte Straßenbrücke, über die auch die Linie 20 der Straßenbahn Rotterdam verkehrt, verbindet das Zentrum von Rotterdam mit dem Kop van Zuid, einem städtebaulichen Entwicklungsgebiet.
Das Bauwerk befindet sich bei Rhein-Kilometer 1000,86 und Kilometer 11,53 der niederländischen Wasserstraße 102 (Nieuwe Maas–Nieuwe Waterweg–Maasmond). Die Erasmusbrücke ist auf dieser Wasserstraße die letzte Brücke, bevor diese bei Kilometer 46,17 und Rhein-Kilometer 1036,20 in der Nordsee endet. Westlich der Erasmusbrücke verlaufen der Maastunnel und der Beneluxtunnel unter der Nieuwe Maas. Am südlichen Brückenkopf steht der auffällige KPN Tower von Renzo Piano mit seiner schräg zur Straße geneigten Fassade.
Das 802 Meter lange Bauwerk überspannt die Neue Maas mit einer 410 Meter langen asymmetrischen Schrägseilbrücke, die eine 278 Meter weite Hauptöffnung und einen weißen 139 Meter hohen angewinkelten Pylon hat. Dieser brachte der Brücke den Spitznamen „de zwaan“ (der Schwan) ein. Auf der anderen Seite des Pylons schließt eine Klappbrücke mit einer Stützweite von 89 Metern an. Dabei handelt es sich um die größte und schwerste Klappbrücke Westeuropas; sie dient der Passage von Schiffen, die auf Grund ihrer Höhe nicht unter der Schrägseilbrücke durchfahren können.
Das Gesamtgewicht des stählernen Bauwerks beträgt 6800 Tonnen, die Baukosten betrugen 165 Millionen Euro. Die Brücke wurde 1989 von den Architekten Van Berkel & Bos (Ben van Berkel und Caroline Bos) entworfen. 1994 begann man mit dem Bau. Der Pylon wurde mit Hilfe des damals leistungsstärksten Schwimmkrans der Welt, der Thialf, errichtet. Am 4. September 1996 eröffnete Königin Beatrix der Niederlande die Erasmusbrücke.
Im November 1996 wurden an den Schrägseilen der Brücke starke Schwingungen beobachtet, die auftraten, wenn bei bestimmten Windverhältnissen Regentropfen an den Seilen herunterrannen. Deshalb wurden nachträglich an den Schrägseilen dynamische Schwingungsdämpfer montiert. 1998 erhielt die Brücke den „Nationalen Stahlbaupreis“. Eine Nachbildung im Maßstab 1:25 ist in Madurodam zu sehen.
Am Nordende der Brücke starten die Schiffe der Reederei Spido zu Hafenrundfahrten. Die Standardfahrt dauert 75 Minuten.